# بوریس ایساچنکو
بوریس ایساچنکو (روسی: Борис Валентинович Исаченко؛ زادهٔ ۲۶ دسامبر ۱۹۵۸) ورزشکار تیراندازی با کمان اهل اتحاد جماهیر شوروی سوسیالیستی است.
وی در مسابقات کشوری و بین‌المللی در مجموع برندهٔ ۲ مدال طلا، ۳ مدال نقره شده‌است.